# Antonio Tajani
Antonio Tajani (Roma, 4 agosto 1953) è un politico e giornalista italiano, vicepresidente del Consiglio dei ministri e ministro degli affari esteri e della cooperazione internazionale nel governo Meloni a partire dal 22 ottobre 2022.
Politico di lungo corso, è stato dal 18 giugno 2008 al 1º luglio 2014 Commissario europeo, dapprima ai Trasporti e poi, dal 9 febbraio 2010, all'Industria e presidente del Parlamento europeo dal 17 gennaio 2017 al 3 luglio 2019. Già europarlamentare dal 2014 al 2022, è vicepresidente del Partito Popolare Europeo dal 21 novembre 2019 e viene eletto deputato alle elezioni del 25 settembre 2022 nelle file di Forza Italia, partito di cui è segretario nazionale dal 15 luglio 2023.

## Biografia
Figlio unico di Augusta Nardi, insegnante di latino e greco di Ferentino (Frosinone), e di Raffaele Tajani, ufficiale dell'Esercito di Vietri sul Mare (Salerno), Antonio Tajani si è diplomato al liceo ginnasio Torquato Tasso di Roma e laureato alla facoltà di giurisprudenza all'Università "La Sapienza" di Roma; è stato ufficiale di complemento dell'Aeronautica Militare Italiana. Dopo aver frequentato il corso di alta specializzazione della difesa aerea presso la frazione di Borgo Piave a Latina, è stato controllore della difesa aerea presso la base radar di San Giovanni Teatino.
Oltre all'italiano, parla correntemente inglese, francese e spagnolo. Molto riservato riguardo alla sua vita privata, è sposato dal 1989 con Brunella Orecchio e ha due figli. È un appassionato tifoso della Juventus.
Partecipa, da oltre vent'anni, alle opere di volontariato della comunità "in Dialogo" di Trivigliano per il recupero e il reinserimento sociale dei giovani tossicodipendenti. A questa realtà, dal 2018, devolve anche la sua pensione come ex vicepresidente della Commissione europea.

### Attività giornalistica
Giornalista professionista dal 1980, è stato cronista parlamentare e redattore de Il Settimanale, conduttore radiofonico in Rai del Gr1 e, infine, responsabile della redazione romana del quotidiano il Giornale sotto la direzione di Indro Montanelli. È stato inviato speciale in Siria, Unione Sovietica e Somalia.

## Carriera politica

### Anni '80 e '90
Nella sua gioventù fu un militante del Fronte Monarchico Giovanile, movimento giovanile dell'Unione Monarchica Italiana, nata come organizzazione studentesca separata da quest'ultima, in cui ricopriva la carica di vicesegretario.
Con la discesa in campo nella politica di Silvio Berlusconi, è stato uno dei fondatori di Forza Italia nel 1994, diventandone quindi membro del consiglio direttivo e coordinatore regionale del partito nel Lazio, incarico che mantiene fino al 2005. Parallelamente è stato portavoce della presidenza del Consiglio dei ministri nel primo governo Berlusconi.
Alle elezioni europee del 1994 viene eletto europarlamentare nella lista di Forza Italia per la circoscrizione Italia centrale con 50.991 preferenze.
Anche in virtù delle sue origini ciociare (di Ferentino), alle elezioni politiche del 1996 è stato candidato alla Camera dei deputati nel collegio elettorale di Alatri, sostenuto dalla coalizione di centro-destra Polo per le Libertà in quota Forza Italia, ottenendo il 45,29% dei voti ma venendo sconfitto di stretta misura dal candidato della coalizione di centro-sinistra L'Ulivo Giuseppe Alveti (48,79%), restando così europarlamentare. Nello stesso anno è stato autore di un'interrogazione parlamentare al Parlamento europeo in cui scriveva che i figli di genitori omosessuali subiscono "gravi problemi psicologici e di inserimento nella società".
Alle elezioni europee del 1999, con il grande successo di Forza Italia, viene confermato parlamentare europeo nella medesima circoscrizione con 55 240 preferenze, diventando capodelegazione di Forza Italia al Parlamento europeo e facendo parte di varie commissioni, tra cui affari esteri, difesa e sicurezza.

### Primi anni 2000
Alle elezioni amministrative del 2001 è candidato a sindaco di Roma, sostenuto dalla coalizione di centro-destra Casa delle Libertà formata, oltreché da Forza Italia, da Alleanza Nazionale, CCD - CDU, Nuovo PSI, Partito Repubblicano Italiano, Partito Liberale - Verdi Verdi e le liste "Roma Nostra per Tajani", "Pensionati e Invalidi", "Democrazia Moderna" e "Democrazia Attiva", ottenendo il 45,12% dei voti al primo turno e accedendo al ballottaggio con il candidato dell'Ulivo, il segretario dei Democratici di Sinistra Walter Veltroni (48,35%). Al ballottaggio del 27 maggio, dove ottiene l'appoggio di Democrazia Europea, Tajani viene sconfitto da Veltroni, conseguendo il 47,83% dei voti contro il 52,17% del suo avversario. Viene comunque eletto consigliere comunale di Roma in quanto candidato sindaco non eletto.

Nel 2002, durante il XV congresso del Partito Popolare Europeo (PPE) a Estoril, Tajani viene eletto come uno dei 10 vicepresidenti del PPE, venendo riconfermato ai successivi congressi di Roma nel 2006, Bonn nel 2009, Bucarest nel 2012, Madrid nel 2015, Rotterdam nel 2022 e Valencia nel 2025.
Alle elezioni europee del 2004 è rieletto nelle liste di Forza Italia nella circoscrizione Italia centrale, ricevendo ben 123.201 preferenze, venendo rinominato presidente della delegazione di Forza Italia al Parlamento europeo fino a maggio 2008. È componente della Convenzione europea, che ha elaborato il testo della mai entrata in vigore Costituzione europea.

### Commissario europeo per i trasporti
L'8 maggio 2008 subentra a Franco Frattini, eletto deputato e nominato ministro degli affari esteri nel governo Berlusconi IV, come commissario europeo dell'Italia nella Commissione Barroso I, di cui è stato uno dei cinque vicepresidenti e assumendo il ruolo di commissario europeo per i Trasporti. Assume formalmente la carica il 18 giugno.
In questo ruolo si è schierato a favore del piano di salvataggio di Alitalia, attraverso l'apporto di capitali privati nella compagnia aerea, che tuttavia non ha successo..
Promosse inoltre l'adozione del nuovo Regolamento comunitario in materia di trasporti, che istituì regole comuni di tutela dei diritti dei passeggeri nel trasporto aereo. Grazie a questo regolamento, entrato in vigore nel dicembre 2009, i passeggeri ricevono assistenza e un rimborso in caso di negato imbarco, di cancellazione del volo o di ritardo prolungato e si applica ai passeggeri in partenza da un aeroporto dell'UE e a quelli in partenza da un aeroporto extracomunitario ma con destinazione uno Stato dell'UE.

### Commissario europeo per l'industria e l'imprenditoria

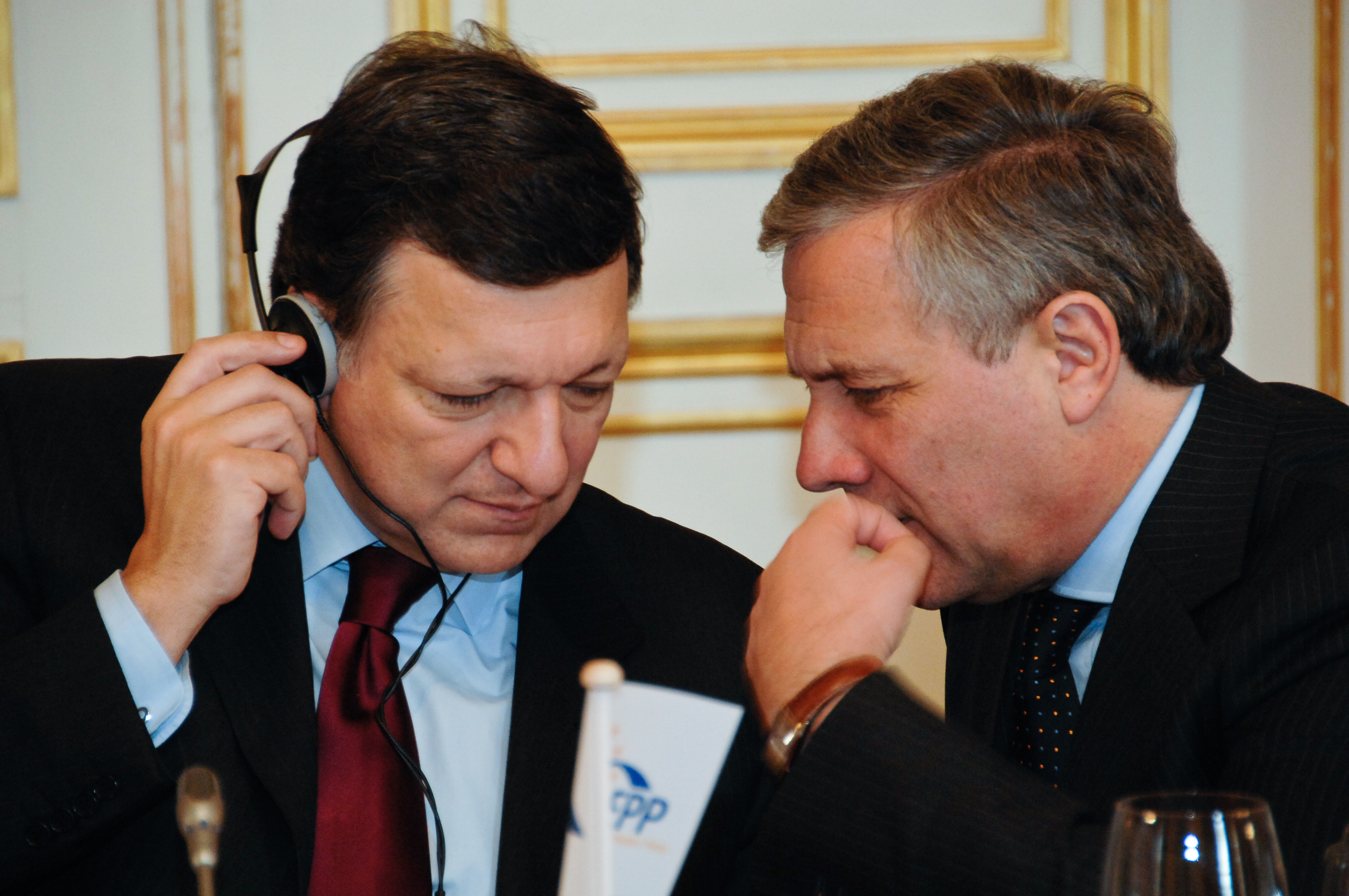
Tajani e José Barroso al congresso del Partito Popolare Europeo nel 2008

Nel 2010 viene confermato commissario europeo dell'Italia e vicepresidente nella Commissione Barroso II, ottenendo l'incarico per l'industria e l'imprenditoria. Come candidato alternativo a Tajani al posto di commissario italiano era stato considerato Massimo D'Alema alla carica di alto rappresentante per la politica estera. Nel caso avesse prevalso la candidatura di D'Alema, per Tajani si sarebbe prefigurata in alternativa la candidatura come presidente della Regione Lazio alle elezioni.
Durante il suo mandato nel 2009 è stato creato il programma Erasmus per giovani imprenditori. Iniziativa di Tajani, il progetto "50.000 turisti", lanciato il 1º giugno 2011, è volto a favorire il turismo di bassa stagione tra l'America Latina e l'Europa, servendosi di una solida cooperazione tra i governi europei, l'industria turistica e le compagnie aeree.
Tra le iniziative del portafoglio del turismo si annovera il decalogo del viaggiatore dell'agosto 2012, una serie di regole da rispettare per viaggiare in totale sicurezza, mentre sempre in tema di turismo nel novembre 2009, in collaborazione con la Commissaria per gli affari interni Cecilia Malmström, Tajani ha presentato la Comunicazione per esaminare come l'attuazione e lo sviluppo della politica comune in tema di visti potrebbe agevolare la crescita nell'UE offrendo maggiori occasioni di viaggio a visitatori stranieri intenzionati a visitare l'Unione.
Nell'ottobre 2012 Tajani lancia una campagna sulla "nuova rivoluzione industriale" in Europa al fine di invertire la tendenza della crisi economica e rilanciare l'industria Gli obiettivi erano portare il peso dell'industria a oltre il 20% del PIL dell'Unione europea entro il 2020, creare posti di lavoro e crescita sostenibile.
La nuova Direttiva 2011/7/UE, che ha come scopo combattere i ritardi di pagamento nelle transazioni commerciali, è stata adottata nel 2011. Dopo l'adozione, Tajani ha sollecitato un rapido recepimento in tutti gli Stati membri, anche prima della scadenza ufficiale del 16 marzo 2013. Per accelerare ulteriormente il processo ha lanciato una campagna di informazione nei 27 Stati membri e in Croazia che si svolge da ottobre 2012 a dicembre 2014. Nel marzo 2013, in una dichiarazione congiunta, Tajani e il Commissario Olli Rehn si sono detti pronti a riconoscere "fattori attenuanti" sulla valutazione di conformità del bilancio, nell'ottica di un piano di smaltimento dei debiti pregressi della pubblica amministrazione verso le imprese.
Per favorire la competitività e lo sviluppo sostenibile dell'industria automobilistica europea Tajani ha presentato nel novembre 2012 il Piano d'azione CARS2020, che prevede una transizione verso maggiore efficienza energetica e fonti alternative e tecnologie e materiali avanzati per la produzione.
A sostegno della lotta europea contro la contraffazione dei prodotti industriali a dicembre 2012 Tajani ha lanciato una campagna di sensibilizzazione per i cittadini, in collaborazione con la Guardia di Finanza e l'Agenzia delle dogane e dei monopoli. Nel febbraio 2013, la Commissione europea ha rafforzato ulteriormente la sorveglianza del mercato attraverso l'adozione di un pacchetto per rafforzare i controlli sui prodotti nel mercato interno. In particolare, il "Made in" rientra nelle discussioni anti-contraffazione, soprattutto nel settore tessile in Italia. I prodotti alla moda e di alta gamma rappresentano infatti il 60 percento dei casi di contraffazione. Il pacchetto presentato da Tajani e dal commissario Tonio Borg introduce tra le altre cose l'obbligatorietà del 'Made In' sia per prodotti fabbricati nell'Ue che non, in modo da sorvegliare meglio quanto viene immesso nel mercato europeo.

Tra le azioni promosse da Tajani per sostenere la crescita e tornare a livelli più elevati di occupazione, si include la presentazione di un piano d'azione rivolto al sostegno degli imprenditori, attraverso misure specifiche destinate ad agevolare il trasferimento di imprese, a migliorare l'accesso ai finanziamenti e a dare una seconda opportunità dopo un fallimento d'impresa.
A marzo 2013 il presidente della Commissione europea José Barroso incarica Tajani di presiedere il nuovo gruppo di lavoro UE-Brasile, di cui faranno parte anche il Commissario europeo per il commercio Karel De Gucht e il Commissario europeo per la ricerca, l'innovazione e la scienza Máire Geoghegan-Quinn, dove si occuperanno di valutare le opportunità di cooperazione industriale tra UE e Brasile, specie nei settori più tecnologici. L'11 giugno successivo Tajani presenta il primo Piano d'Azione per l'Industria Siderurgica dal 1977 per aiutare il settore a fronteggiare le sfide contingenti e a porre le basi per riconquistare quella competitività necessaria grazie all'innovazione e agli stimoli per la crescita e l'occupazione. L'obiettivo della Commissione è quello di sostenere la domanda sia interna che estera di acciaio prodotto in Europa grazie a interventi che permettano alle imprese siderurgiche di ottenere accesso ai mercati nei paesi terzi con pratiche commerciali leali.
Il 16 novembre 2013, con la sospensione delle attività del Popolo della Libertà, Tajani aderisce alla nuova Forza Italia, e il successivo 24 marzo 2014 diventa membro del Comitato di Presidenza di Forza Italia.

### Ritorno al Parlamento europeo e Vicepresidente vicario

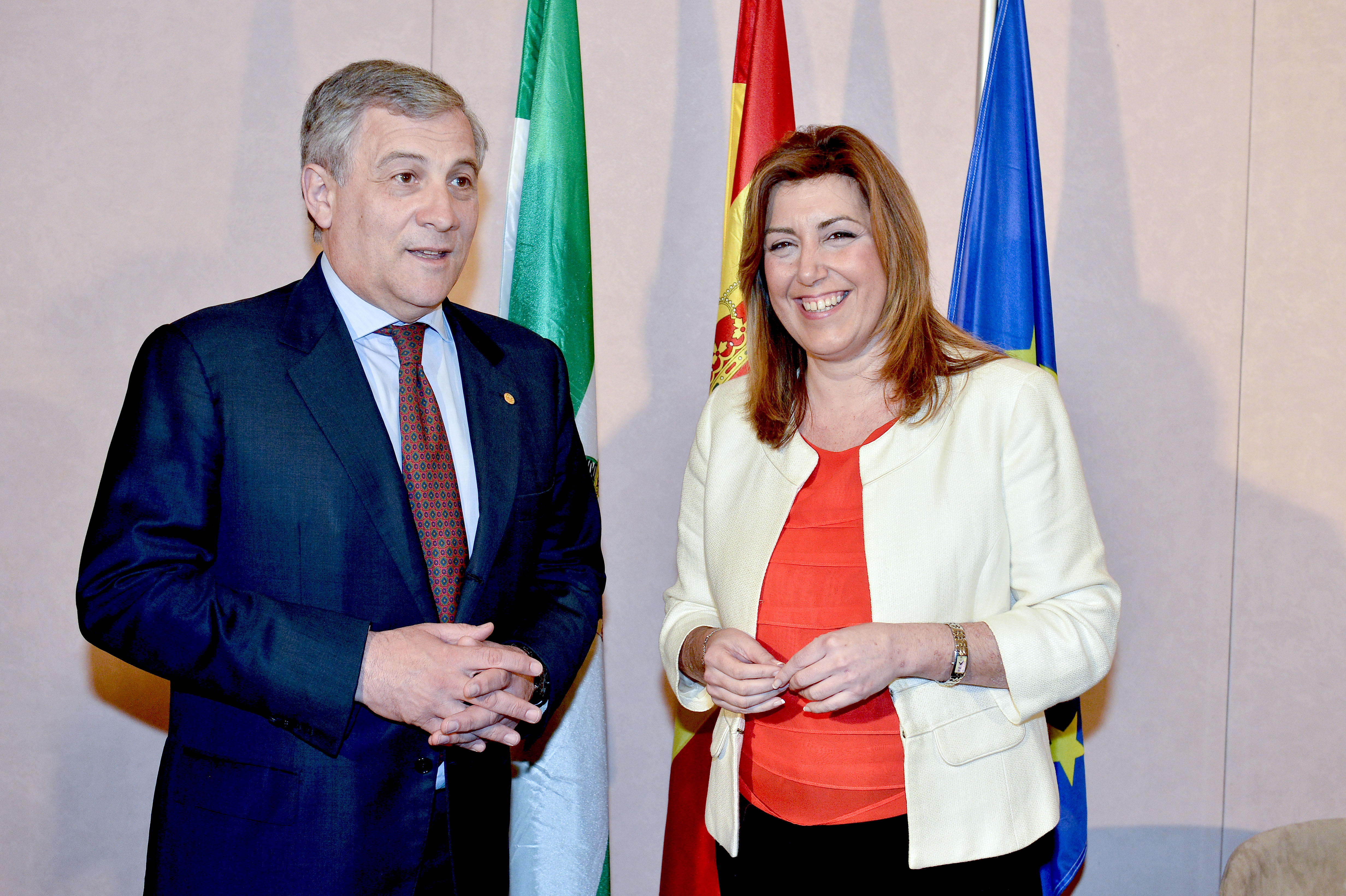
Antonio Tajani con il presidente della Giunta dell'Andalusia Susana Díaz nel 2014

Alle elezioni europee del 2014 viene candidato al Parlamento europeo, come capolista di Forza Italia nella circoscrizione Italia centrale, venendo rieletto con 109.720 preferenze, risultando il primo eletto nella circoscrizione centrale per Forza Italia. Durante la campagna elettorale ha sostenuto che sia stato "un errore eliminare Gheddafi", lodando l'accordo Italia-Libia come "soluzione" all'"emergenza immigrazione", sebbene la Corte europea dei diritti dell'uomo abbia condannato l'Italia nel 2012 nel caso Hirsi Jamaa e altri c. Italia per violazione dei diritti umani a seguito della politica di respingimento dei migranti in acque internazionali da parte delle autorità italiane.
Il 1° luglio 2014 viene eletto vicepresidente vicario del Parlamento europeo in quota PPE con 453 voti, con delega alla sicurezza, al dialogo interreligioso e alla Casa della storia europea..
A novembre 2014 ha rinunciato all'indennità transitoria di fine mandato che gli sarebbe spettata in quanto ex vicepresidente della Commissione: un ammontare di circa 13 000 euro al mese per tre anni, quindi 468 000 euro totali che Tajani ha scelto di non ricevere per una "scelta di coscienza". Tutti i commissari europei, quando concludono il loro mandato, hanno diritto all'indennità transitoria per compensare le difficoltà che potrebbero avere nel trovare lavoro, dal momento che non possono esercitare in ambiti inerenti al lavoro svolto precedentemente. Quando un commissario diventa eurodeputato può continuare a ricevere l'indennità transitoria, poiché non vi è incompatibilità con il salario che percepisce. Tajani ha comunicato la sua rinuncia con una lettera al Presidente della Commissione uscente, José Barroso. Tajani ha “ritenuto fosse opportuno dare una prova di sobrietà e solidarietà in questo momento di grande difficoltà per i cittadini europei".

### Presidente del Parlamento europeo
Alla fine del mandato di Martin Schulz come presidente del Parlamento europeo (per candidarsi alle elezioni federali in Germania del 2017), la presidenza sarebbe dovuta passare per convenzione a un membro del PPE; tuttavia, l'accordo PPE-S&D è apparso rotto, rendendo meno certo che Tajani, che è stato selezionato come candidato del PPE, sarebbe stato eletto presidente. Gli altri contendenti erano Gianni Pittella (S&D), Guy Verhofstadt (ALDE), Helga Stevens (ECR), Eleonora Forenza (GUE/NGL) e Jean Lambert (Verdi/ALE).  Il 17 gennaio 2017 viene eletto presidente del Parlamento europeo al 4º scrutinio con 351 voti, a seguito del ritiro di Verhofstadt e del sostegno al candidato del PPE da parte dell'ALDE e dell'UKIP di Nigel Farage, contro i 282 di Pittella; è stato il primo italiano a ricoprire la carica dopo 38 anni d’assenza, dai tempi del democristiano Emilio Colombo (1977-79).  Durante il suo discorso d'insediamento ha voluto dedicare la vittoria alle vittime del terremoto che ha colpito l'Italia tra il 2016 e 2017 e alle persone in difficoltà.
Prima e durante la campagna elettorale delle elezioni politiche del 2018, viene considerato e indicato più volte dal leader di Forza Italia, Silvio Berlusconi, come possibile candidato alla presidenza del Consiglio dei ministri. Il 1º marzo accetta pubblicamente la designazione offertagli del partito.

### Vicepresidente e Coordinatore di Forza Italia

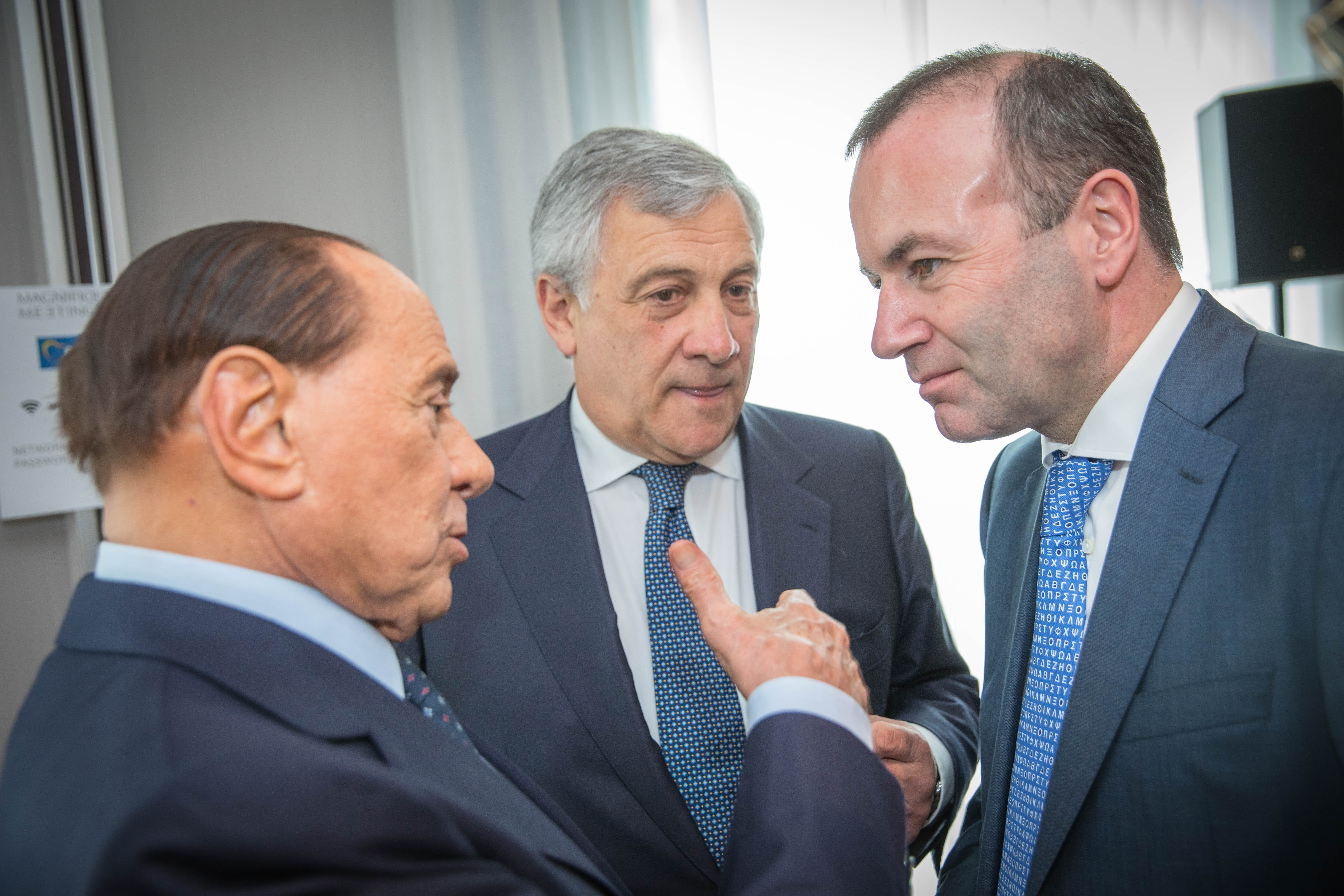
Tajani assieme a Berlusconi con Manfred Weber, Presidente del Gruppo del Partito Popolare Europeo

Il 5 luglio 2018 Berlusconi nomina Tajani vicepresidente di Forza Italia ed entra a far parte del coordinamento di presidenza del partito.

Il 12 aprile 2019 annuncia di ricandidarsi alle elezioni europee del 26 maggio successivo tra le liste di Forza Italia, venendo inserito come capolista nella circoscrizione Italia centrale (unica circoscrizione dove Berlusconi non è presente come capolista). Il 26 maggio 2019 viene rieletto con 69.026 preferenze. Il 3 luglio, dopo aver deciso di non ricandidarsi alla carica di presidente del Parlamento europeo, cessa tale carica e viene sostituito dal neoeletto David Sassoli del Partito Democratico. Eletto Presidente della Commissione per gli Affari Costituzionali (AFCO), a fine mese viene anche eletto Presidente della Conferenza dei presidenti di commissione. Il 21 novembre 2019 viene eletto poi vicepresidente del Partito Popolare Europeo.

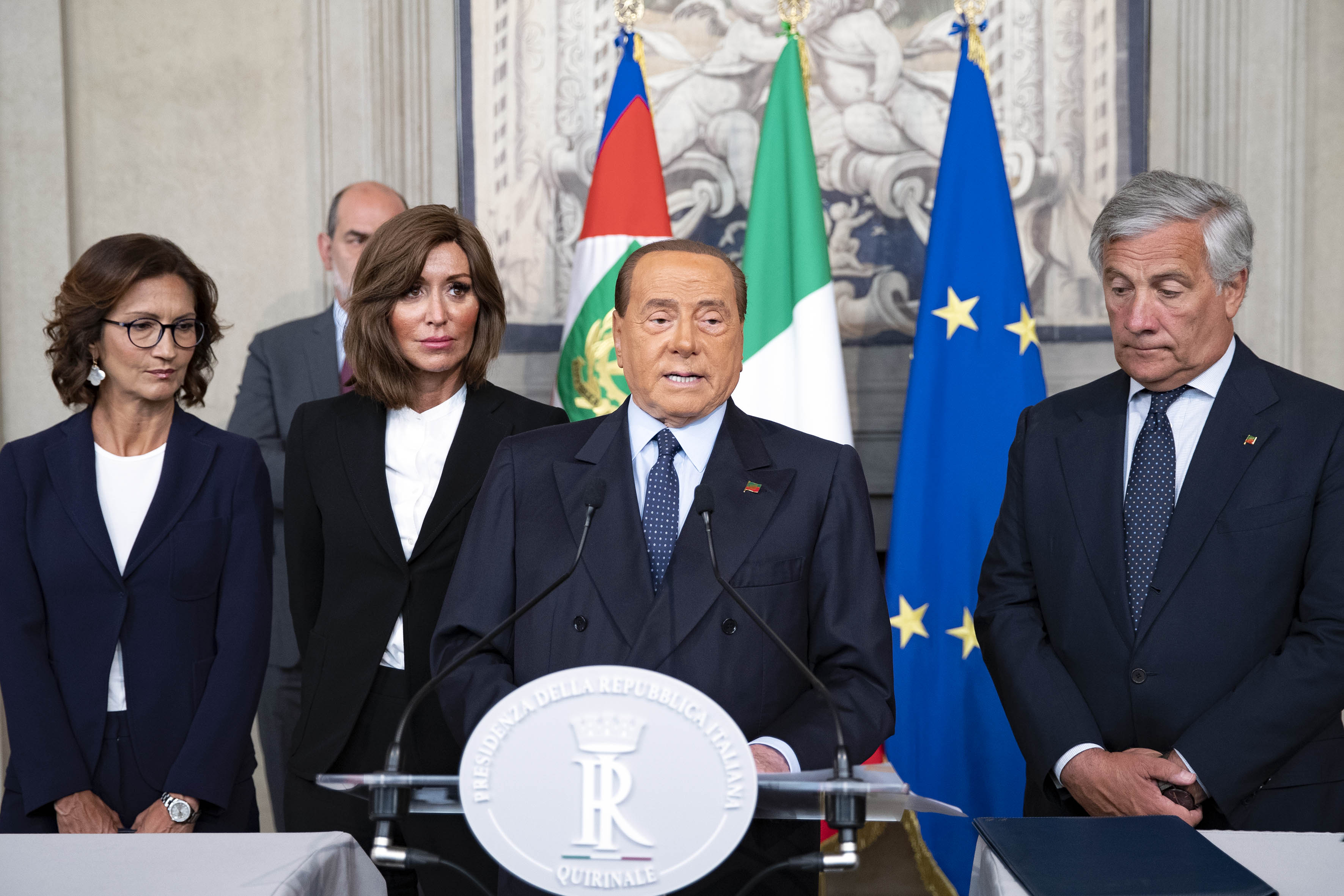
Tajani con Berlusconi, i capigruppo forzisti Anna Maria Bernini e Mariastella Gelmini durante le consultazioni del 2019.

In seguito alla nascita del governo Draghi, rimasto fuori dalla rosa dei neo ministri forzisti, il 15 febbraio 2021 viene nominato da Berlusconi: coordinatore unico nazionale di Forza Italia, affiancato da Anna Maria Bernini (anche lei rimasta fuori dalla rosa dei neo ministri forzisti) come vice-coordinatrice nazionale, con l'obiettivo di coordinare lo sviluppo di Forza Italia sul territorio.
Il 26 gennaio 2022 viene rieletto per acclamazione alla presidenza della Commissione per gli Affari Costituzionali del Parlamento europeo.

### Ministro degli Esteri e Vicepresidente del Consiglio

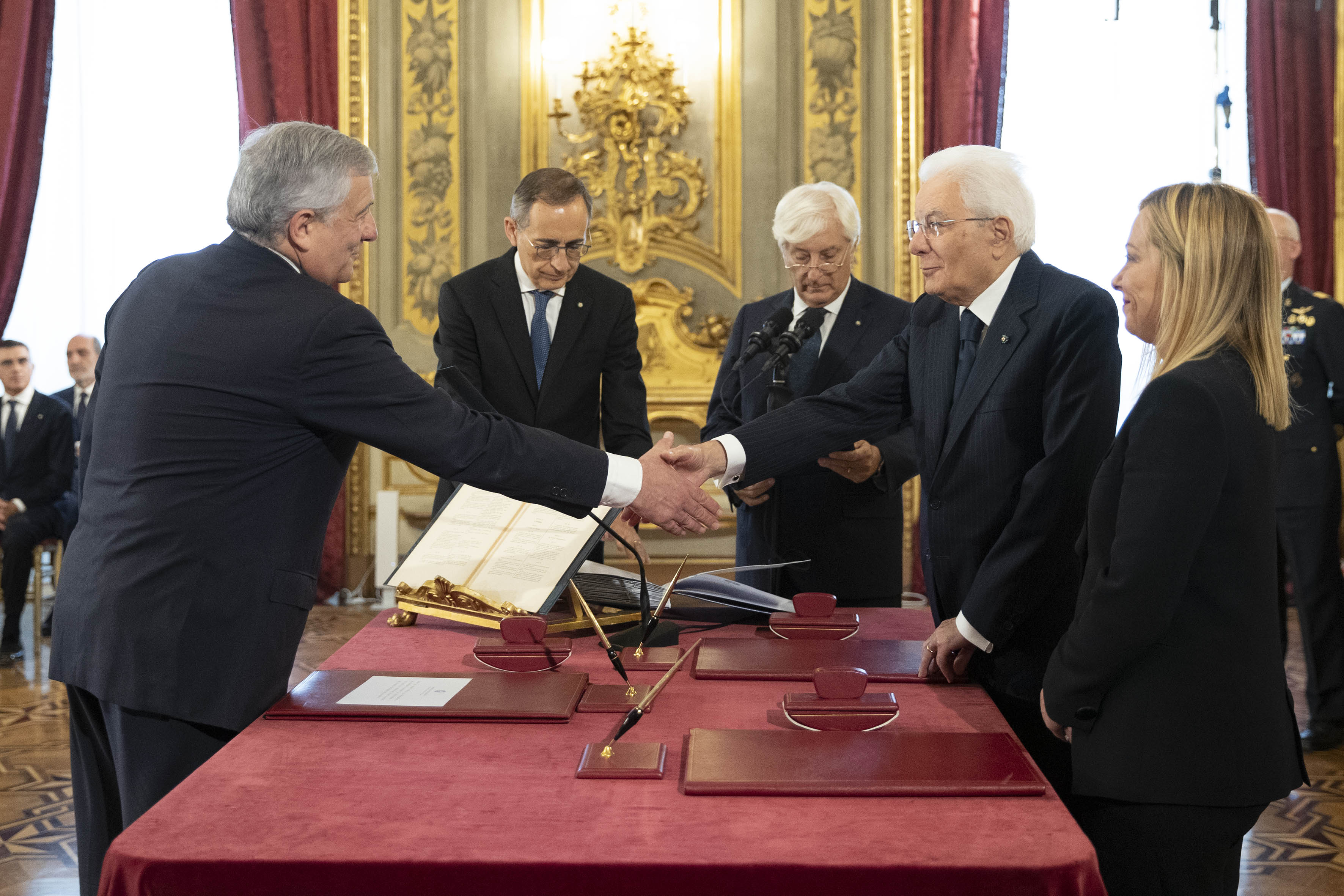
Antonio Tajani giura come ministro al Quirinale nelle mani del presidente della Repubblica Sergio Mattarella

Alle elezioni politiche anticipate del 2022 Tajani viene candidato alla Camera dei deputati sia nel collegio uninominale Lazio 1 - 08 (Velletri), sostenuto dalla coalizione di centro-destra, oltreché come capolista di Forza Italia nei collegi plurinominali Campania 1 - 01, Campania 1 - 02, Campania 2 - 01 e Campania 2 - 02, venendo questa volta eletto deputato nell'uninominale con il 48,94% dei voti superando i candidati del centro-sinistra, in quota Partito Democratico - Italia Democratica e Progressista, Rosalba "Lina" Giannino (23,01%) e del Movimento 5 Stelle Carola Penna (15,96%). Nella XIX legislatura è componente della 14ª Commissione Politiche dell'Unione europea, venendo sostituito per gli incarichi di governo che occupa da Alessandro Sorte prima e Alessandro Battilocchio poi.
In seguito alla vittoria del centro-destra alle elezioni politiche e il successivo incarico di formare un governo affidato a Giorgia Meloni, il 21 ottobre 2022 è stato indicato quale ministro degli affari esteri e della cooperazione internazionale e Vicepresidente del Consiglio dei Ministri in quota Forza Italia. Il giorno successivo ha giurato nelle mani del Presidente della Repubblica Sergio Mattarella come ministro degli esteri e vicepremier nel governo Meloni.

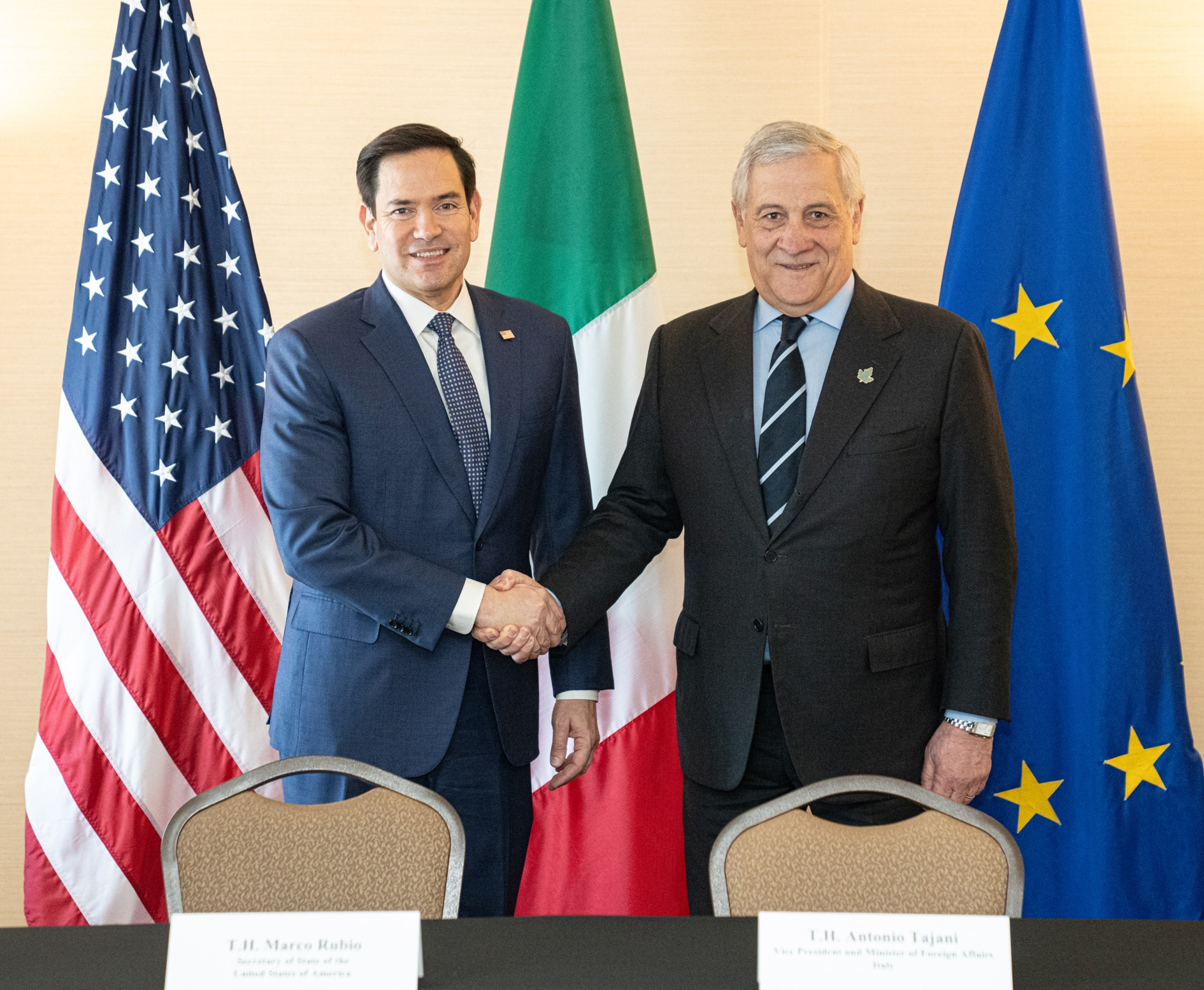
Antonio Tajani con il segretario di Stato degli Stati Uniti d'America Marco Rubio nel 2025

In tale veste si è occupato della guerra russo-ucraina, della guerra di Gaza, della guerra Iran-Israele e della guerra commerciale minacciata dal presidente statunitense Donald Trump.

### Alla guida di Forza Italia
In seguito alla morte di Silvio Berlusconi, il 15 luglio 2023 Tajani, su proposta del Comitato di Presidenza di Forza Italia, viene eletto all'unanimità dal Consiglio Nazionale come successore alla guida del partito con la carica di segretario nazionale pro tempore fino al successivo Congresso nazionale. Nello stesso giorno Tajani presenta una mozione, approvata dal Consiglio nazionale, che riconosce nello statuto del partito il nome e il ruolo di Berlusconi, il quale all'art. 1 è denominato "Presidente Fondatore".
Il 24 febbraio 2024, durante il primo congresso di Forza Italia tenutosi al Palazzo dei Congressi di Roma, Tajani viene eletto a tutti gli effetti segretario nazionale all'unanimità per alzata di mano.

#### Elezioni europee del 2024
Il 20 aprile 2024, in vista delle elezioni europee, annuncia la sua candidatura al Parlamento europeo, tra le liste di Forza Italia - Noi Moderati - PPE nelle circoscrizioni italiane nord-occidentale, nord-orientale, centrale e meridionale come capolista, raccogliendo 107.274 preferenze nel nord-ovest, 61.673 nel nord-est, 99.961 nel centro e 146.939 nel meridione, rinunciando all'elezione per rimanere vicepremier e ministro; mentre alla tornata elettorale raccoglie il 9,59% dei voti, risultando il quarto partito a livello nazionale e il secondo (di poco) nella coalizione di centro-destra, oltre a risultare il primo in buona parte della Sicilia e Reggio Calabria.

## Posizioni politiche

### Monarchia
Attivista monarchico in gioventù, in seguito si è costantemente dichiarato favorevole al rientro dall'esilio dei membri maschi del ramo principale di Casa Savoia in Italia (che erano banditi dalla Costituzione italiana fino al 2002, quando il Parlamento italiano ha revocato il divieto).

### Teoria del passaggio
Volontario presso le comunità di recupero per tossicodipendenti, Tajani sostiene in materia di stupefacenti la controversa teoria del passaggio, infatti verso la fine del 2019 si è dichiarato contrario alla cannabis, affermando: "Tutti coloro che fanno uso di droghe pesanti hanno iniziato facendosi una canna".

### Eutanasia
In seguito alla decisione della Corte costituzionale di bocciare il referendum sull’eutanasia proposto dall'associazione Luca Coscioni, afferma a RTL 102.5: "Io sono sempre rispettoso di chi soffre, ma sono convinto che nessuno abbia il diritto di togliere e togliersi la vita. Anche se si soffre. Ci sono terapie del dolore, c’è tanto da fare".

### Salario minimo
Il 18 luglio 2023, durante l’assemblea nazionale di Coldiretti, Tajani ha affermato, sia a titolo personale che del governo Meloni, la contrarietà all’introduzione del salario minimo, affermando, erroneamente, «come si faceva in Unione Sovietica», visto che tale misura non c'era.

### Europeismo e federalismo
Tajani ha dichiarato di essere un forte europeista ed un federalista favorevole alla creazione degli Stati Uniti d’Europa, sottolineando come spesso i singoli paesi europei agiscano in modo disorganico, senza rendersi conto che procedere insieme significherebbe avere un peso maggiore per tutti. Nonostante ciò, ha dichiarato di non condividere i contenuti del Manifesto di Ventotene e le idee di matrice socialista di Altiero Spinelli e aderire invece alla visione europea di Alcide De Gasperi, Robert Schuman e Konrad Adenauer.

## Controversie

### Scandalo sulle emissioni della Volkswagen
In una lettera datata 12 febbraio 2013 l'allora commissario europeo per l'Ambiente Janez Potočnik mette in guardia Tajani dalle "preoccupazioni diffuse che le prestazioni [dell'auto] siano state adattate strettamente al rispetto del ciclo di prova indipendentemente dal drammatico aumento delle emissioni al di fuori di quell'ambito ristretto". Per tutta risposta Tajani si è rifiutato di agire o di riferire sulle preoccupazioni di Potočnik, finché lo scandalo sulle emissioni della Volkswagen (o il cosiddetto Dieselgate) non ha confermato le preoccupazioni del commissario nel 2015. Nella successiva audizione dell'EMIS sull'argomento, Tajani ha affermato di non essere stato informato della questione in quel momento.

### Dichiarazione contro la comunità LGBT
Alla vigilia dell'elezione di Tajani a presidente del Parlamento europeo, il gruppo per i diritti LGBT ILGA-Europe ha espresso il suo disappunto per il nome di Tajani e il relativo sostegno da parte del Partito Popolare Europeo (PPE) e dell'Alleanza dei Democratici e dei Liberali per l'Europa (ALDE), affermando che le preoccupazioni di Tajani, espresse nel 1996, riguardo al benessere psicologico delle coppie dello stesso sesso e la sua posizione, espressa nel 2014, contro le famiglie non eteronormative non sono in linea con le posizioni del PPE e dell'ALDE sulla non discriminazione basata sull'orientamento sessuale.

### Dichiarazione contro i rom
Ad ottobre 2018, Tajani ha dichiarato in un'intervista a Rai News che il piano del governo italiano per il reddito di cittadinanza "non sta andando nella giusta direzione", aggiungendo che "finirà nelle tasche dei rom, dei cittadini stranieri - dell'UE ed extracomunitari - e certamente non in quelli di tanti cittadini italiani". Lo European Roma Rights Centre ha criticato Tajani per i suoi commenti contro i rom.

### Dichiarazione su Mussolini
Nel marzo 2019, intervistato ai microfoni di Radio 24, nel corso del programma radiofonico "La Zanzara" condotto da Giuseppe Cruciani e David Parenzo, ha dichiarato:
A seguito delle polemiche scaturite nel Parlamento Europeo (di cui parte ne richiederà le dimissioni da Presidente) e nella politica italiana a causa di queste sue affermazioni, Tajani si scuserà affermando: "Da convinto antifascista mi scuso con tutti coloro che possano essersi sentiti offesi dalle mie parole, che non intendevano in alcun modo giustificare o banalizzare un regime antidemocratico e totalitario. Ho sempre ribadito che Mussolini e il fascismo sono stati la pagina più buia della storia del secolo passato".

## Premi e riconoscimenti

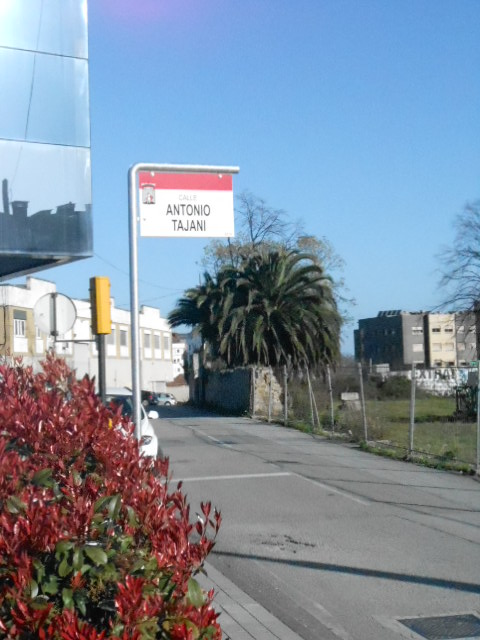
Calle Antonio Tajani a Gijón

- 21 novembre 2011 - Premio giornalistico internazionale "Argil: uomo europeo" per la sezione "Comunicare l'Europa". Premio promosso dal giornalisti uffici stampa (GUS), dall'UGEF (Unione Giornalisti Europei per il Federalismo secondo Altiero Spinelli) e dall'ANGPI (Associazione Nazionale Giornalisti Pubblicisti Italiani), nonché dal Sindacato Cronisti Romani e con il patrocinio e il contributo della Presidenza del Consiglio Regionale del Lazio, di Enti ed Istituzioni pubbliche.[129]
- 19 marzo 2012 - Premio Europa 2011 da parte del Gruppo di Iniziativa Italiana di Bruxelles (GII) per il forte impegno in favore del mondo imprenditoriale - in particolare delle PMI - e della diffusione dell'immagine del Sistema-Italia in Europa.[130]
- 28 marzo 2012 - Premio istituito dalla Optical Society of America per l'impegno nella promozione delle Tecnologie Abilitanti Fondamentali. Il premio viene assegnato ogni anno a leader pubblici che si sono distinti per le loro attività nel settore.[131]
- 17 aprile 2012 - Onorificenza per la sua azione per le PMI e l'integrazione UE, dall'Istituto Reale Spagnolo degli Studi europei.[132]
- 15 settembre 2012 – Premio Leonardo da Vinci conferito dalla Federazione Medico Sportiva Italiana in considerazione del costante e meritorio impegno in ambito europeo e internazionale nella difesa dei valori comuni.[133]
- 23 gennaio 2013 – Distinzione onorevole come Visitatore Illustre dell'Università Cattolica di Santo Toribio de Mogrovejo, in riconoscimento del suo merito accademico, professionale e personale, in linea con gli obiettivi e gli scopi dell'Università.[134]
- 19 settembre 2013 - Honor Aragón Empresa 2013 conferito dal Ministro dell'Industria del Governo di Aragona, Arturo López Aliaga, in riconoscimento del suo contributo allo sviluppo del business in Europa.[135]
- 24 settembre 2013 - Attestato di Socio Onorario del Club Giornalisti bulgari contro la corruzione, in riconoscimento della sua iniziativa a livello comunitario per la campagna contro la contraffazione e le strategie di successo che utilizza costantemente per comunicare sull'UE.[136][137]
- 10 febbraio 2014 - Premio Innovadores conferito da El Mundo a testimonianza del suo sostegno all'industria, all'imprenditoria e all'innovazione.[138]
- 2 aprile 2014 - Premio Aragón Empresa conferito da Sua Altezza Reale Felipe, Principe delle Asturie per i suoi sforzi a favore dell'industria, delle PMI e dell'imprenditorialità.[139][140]
- Ad aprile 2015 la città spagnola di Gijón, nel principato delle Asturie, gli ha intitolato una via, a riconoscimento del lavoro di mediazione come vice-presidente della Commissione europea che portò nell'aprile 2014 alla riapertura degli impianti locali della ditta nordamericana Tenneco, che ne aveva programmato la chiusura.[141]
- 11 marzo 2017 La città di Fiuggi gli conferisce la cittadinanza onoraria della località termale di cui è anche residente.
- Nel 2017, la comunità ebraica europea ha deciso di dedicargli un bosco di 18 alberi, simbolo della vita, in Israele, come segno di riconoscimento del suo lavoro "per costruire ponti tra le religioni così come tra l'Unione europea e le varie confessioni".
- Il 9 maggio 2018 riceve il Premio Carlos V (conferito a Yuste, in Spagna, dal Re Felipe VI di Spagna, per l’impegno politico dedicato all’Unione europea e alle sue istituzioni, garanti di pace, democrazia, diritti umani, uguaglianza e solidarietà. I 30 mila euro del Premio sono stati devoluti ai comuni di Arquata del Tronto, Norcia e Accumoli, colpiti dal terremoto del 2016).
- il 27 giugno 2018 riceve a Latina il Premio “Enea – Buone pratiche per l’Italia” durante la seconda edizione del Festival letterario e politico Come il vento nel mare.[142]
- Il 20 novembre 2024, gli è stata conferita la Laurea Magistrale honoris causa in Filosofia del Mondo Contemporaneo da parte dell’Università Vita-Salute San Raffaele di Milano.